# Roger Nordström
Roger Nordström, född 27 april 1966 i Malmö i Sverige, är en svensk tidigare ishockeymålvakt, som under större delen av spelade för Malmö Redhawks, innan han åren 1998-2003 spelade för tyska Krefeld Pinguine.
Vid den olympiska turneringen 1992 var han uttagen i svenska landslaget.

## Meriter

### Klubblag
| - 1985: Uppflyttning till Division 1 med Malmö IF - 1990: Uppflyttning till Elitserien med Malmö IF - 1992: Svensk mästare med Malmö IF - 1992: Europacupmästare med Malmö IF | - 1994: Svensk mästare med Malmö IF - 1994: Svenska allstar-laget - 2003: Tysk mästare med Krefeld Pinguine |

### Landslag
- 1994: Brons vid världsmästerskapet i Italien med Sverige
- 1995: Silver vid världsmästerskapet i Sverige med Sverige

### Fotnoter
1. ↑  ”Roger Nordström”. Sveriges olympiska kommitté. Arkiverad från originalet den 14 december 2014. https://web.archive.org/web/20141214175929/http://www.sok.se/5.b17e0a10832cc6a9a800033598.html. Läst 18 juni 2014.